# Fonzerelli
Fonzerelli (bürgerlicher Name Aaron McClelland) ist ein irischer DJ und Musikproduzent. Typisch für seine Musik sind melancholische Melodien im Progressive Trance- und Housestil. Sein ehemaliger Wirkungskreis war dem Label Armada Music und er gründete später sein eigenes Label Mena Music. Er ist ein gefragter Remix-Produzent, was durch die hohe Anzahl an Remixen belegt werden kann.

## Musik
Durch den Erfolg seines Liedes Moonlight Party, das Ende 2005 veröffentlicht wurde, erlangte er europaweite Bekanntheit. Neben den eigenen Produktionen hat er Remixe für u. a. Basshunter, DJ Tiesto, The Disco Boys sowie Mauro Picotto erstellt.

## Diskografie

### Eigenproduktionen
- Moonlight Party (2005)
- Stimulation (2005)
- I Love Music (2007)
- Spirit (2007)
- Losing U (2008)
- Dreamin' (Of A Hot Summers Night) (2009)

### Remixe (Auszug)
- Chanel – My Life (2004)
- Sunfreakz feat. Andrea Britton – Counting Down The Days (2006)
- DJ Tiësto – Dance 4 Life (2006)
- The Star Alliance – He's A Runner (2006)
- BeatFreakz – Superfreak (2006)
- Uniting Nations – Do it Yourself (2007)
- Mauro Picotto – Evribadi (Needs Sombadi…) (2007)
- Turbofunk – Gotta Move (2007)
- Jes – Heaven (2007)
- Dave Armstrong & RedRoche ft. H-Boogie – Love has Gone (2007)
- Basshunter – Now You're Gone (2007)
- The Disco Boys – Start All Over Again (2007)
- Camille Jones vs. Fedde Le Grand – The Creeps (2007)
- Basshunter – All I Ever Wanted (2008)
- J. Majik & Wickaman – Crazy World (2008)
- Sash! feat. Stunt – Raindrops (2008)
- Basshunter – I Miss You (2008)
- Weekend Masters feat. Shena – I've Found The Love (2009)
- Adam Lambert – Whataya Want from Me (2010)
- The Police – Roxanne (2010)
- Picture The Sound – Big Time Charlie (2011)

## Pseudonyme
Fonzerelli ist auch bekannt unter Aaron McClelland, Good Livin, Yer Man, C-Sixty Four sowie Yordis.

## Belege
1. ↑  Chartquellen: FI NL AU UK